# Hazay Ernő
Hazay Ernő, Heim (Temesvár, 1819. április 7. – Bátorkeszi, 1889. december 17.) hírlapíró, országgyűlési képviselő.

## Életpályája
Alsóbb és középiskoláit szülővárosában végezte; később Hohenheimba ment a gazdasági intézet látogatására. A szabadságharcban két öccsével együtt mint honvédtiszt vett részt. A szabadságharc után külföldre bujdosott; Vidinben és Aleppóban volt; majd Boszniába és Konstantinápolyba ment. Később azonban kegyelmet nyert és Pesten telepedett le, ahol a Pester Lloyd alapításában része volt; e lapban számos cikke jelent meg. Az 1850-es évek végén Esztergom megyében, Bátorkeszin telepedett le és egészen a gazdaságnak adta magát, de az 1860-as évektől fogva Esztergom megye közügyeiben is tevékeny részt vett. Az országgyűlésen három ízben képviselte a köbölkúti kerületet. Deákpárti volt, míg a fúzió után az egyesült ellenzékhez csatlakozott; az 1884. évi választásnál kormánypárti programmal lépett fel és választatott meg.
A harc alatt cikkeket írt a lapokba, melyek erősen republikánus szelleműek voltak és ezekért az osztrák haditörvényszék halálra is ítélte. A sajtószabadság helyreálltával írt a Pester Lloydon kívül a Magyarországba, a Századunkba, a Wochenblatt für Land- und Forstwirtheba (1869. Die ungarische Landwirtschaft, 1870. Graner Ausstellungsbericht), a Pesti Naplóba és a Budapesti Hírlapba.
Szerkesztette a Der Vierzehnte April című politikai néplapot 1849. június 1-től 1849. július 7-ig Pesten, melyből 33 szám jelent meg.

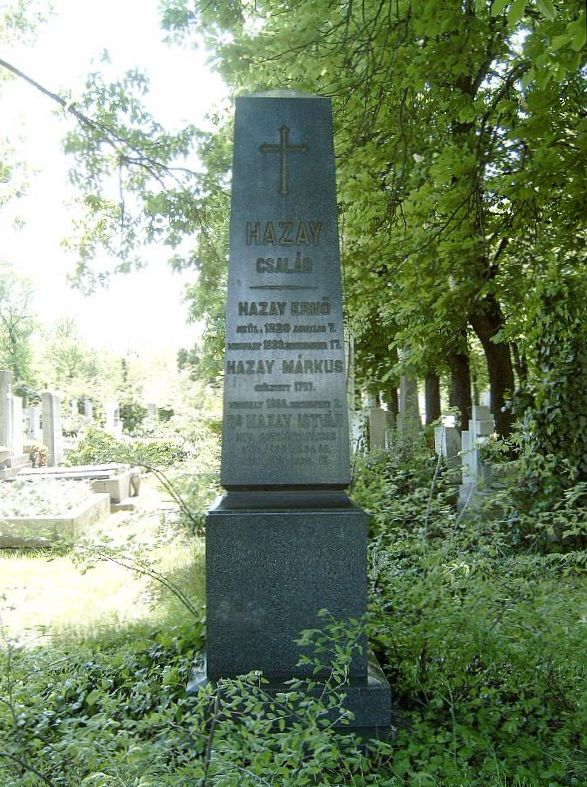
Hazay Ernő sírja Budapesten. Új köztemető: 28-1-50/51.